# زرگری (دشتی)
زرگری (دشتی)، روستایی از توابع بخش مرکزی شهرستان دشتی در استان بوشهر ایران است.

## جمعیت
این روستا در دهستان مرکزی قرار دارد و براساس سرشماری مرکز آمار ایران در سال ۱۳۸۵، جمعیت آن زیر سه خانوار بوده‌است.